# Vogelenzang (Noord-Holland)
Vogelenzang is een dorp in de gemeente Bloemendaal, in de Nederlandse provincie Noord-Holland. Het dorp had in 2023 een populatie van 2.260 inwoners. Het dorp ligt op een strandwal op één kilometer van de Amsterdamse Waterleidingduinen, 5 kilometer van de Noordzee. Van oudsher leefde de bevolking hier van de bloembollenteelt. Vogelenzang ligt aan de noordelijke rand van de Duin- en Bollenstreek.

## Geschiedenis
Het gebied van Vogelenzang was vroeger onderdeel van Den Hout, het grote bos dat zich tot ver in de middeleeuwen tussen Alkmaar en Leiden uitstrekte. In dit bos, gelegen achter de Noordzeeduinen, jaagden de heren van Brederode, de latere graven van Holland. In de 13e eeuw wordt er een jachtslot 't Huys te Vogelesang gesticht door graaf Floris V van Holland. Van dit slot zijn in de bodem enkele resten teruggevonden. Rondom de buitenplaats Teylingerbosch nabij Huis te Vogelenzang zijn de contouren van de oude slotgracht nog zichtbaar in het landschap. Het huidige Huis te Vogelenzang is een 17e-eeuwse opvolger van het jachtslot.

## Klooster
Aan de Bekslaan in Vogelenzang bevindt zich sinds 1945 het nonnenklooster Casa Carmeli van de 'Karmelietessen van het Goddelijke Hart van Jezus', dat tot 1980 ook als kindertehuis heeft gefunctioneerd inclusief tot 1969 een kleuterschool. Deze katholieke zustercongregatie werd in 1891 gesticht door de Duitse non Anna Maria Tauscher (1855-1938), in 2006 zalig verklaard. De contemplatieve spiritualiteit wordt verbonden met een actief apostolaat. De zusters in Vogelenzang houden zich derhalve ook bezig met de zielzorg en het maatschappelijk werk. Bijgevolg verrezen in 2016 zestien seniorenwoningen op het terrein. Er is ook een gastenverblijf. Wereldwijd heeft deze congregatie zo'n 54 kloosters in 16 landen met 550 zusters.

## Bezienswaardigheden
- Het Huis te Vogelenzang is omstreeks 1600 gebouwd en 200 jaar later in classicistische stijl herbouwd. Het wordt omgeven door een 80 hectare groot landgoed dat bestaat uit oude strandwallen, geestgronden en veenweiden. Het landgoed wordt bewoond door de familie Barnaart.

- Spoorwegstation Vogelenzang-Bennebroek werd in 1880 gebouwd, het ligt aan de spoorlijn Heemstede-Aerdenhout - Leiden Centraal. Het doet sinds 1944 geen dienst meer als stopplaats. In 2007 is het geheel gerestaureerd.

- De rooms-katholieke Onze-Lieve-Vrouw ten Hemelopnemingkerk is gebouwd tussen 1858 en 1861.

## Natuur
- Onder de noemer Leyduin vallen de drie buitenplaatsen Leyduin, Oud-Woestduin en Vinkenduin. Ooit werden deze buitenplaatsen door voorname Amsterdamse families gebruikt als zomerverblijf. Het gebied heeft grote cultuurhistorische- en natuurwaarde. Op Oud-Woestduin ligt een voormalige paardenrenbaan, maar ook het Juffershuis, het koetshuis, de Belvedère en de cascade met stromend water in Leyduin zijn bijzonder. Op het landgoed zijn spechten, boomklevers, eekhoorns, damherten en reeën aan te treffen. Het gebied is eigendom van Landschap Noord-Holland.

- De gemeente Amsterdam haalt al sinds 1853 veel van haar drinkwater uit de zogenoemde Amsterdamse Waterleidingduinen bij Vogelenzang. Dit gebied beslaat 3400 hectare en is het oudste waterwingebied in Nederland. Bij de ingang is het bezoekerscentrum De Oranjekom.

Rondom het dorp zijn vrijwel altijd wilde damherten of reeën te zien in de weilanden. Dit is een gevolg van het jachtverbod dat geldt binnen de Amsterdamse Waterleidingduinen. Ook de vossen zijn hier opvallend tam.

## Scholen
Vogelenzang had tot en met het leerjaar 2011/2012 2 basisscholen, te weten de:
- Graaf Florisschool (openbaar)
- Sint Jozefschool (rooms-katholiek)

In 2012 zijn beide scholen opgegaan in De Paradijsvogel, die op 15 oktober 2012 officieel werd geopend.

## Recreatie
Vogelenzang heeft een camping van ca. 22 hectare. Deze is gelegen net buiten het dorp tegen de duinrand.

## Sport
- Voetbalvereniging: SV Vogelenzang
- Tennisvereniging Vogelenzang

## Trivia
In 1937 is de vijfde Wereldjamboree in Vogelenzang gehouden. Deze speelt ook een belangrijke rol in het Suske en Wiske-album De wervelende waterzak. De vrienden ontdekken hier nadat ze er naartoe zijn geflitst met de Teletijdmachine dat de bewegende waterzak gestolen werd.
De film De laatste dagen van Emma Blank van regisseur Alex van Warmerdam werd opgenomen op locatie in Vogelenzang.

## Nabijgelegen plaatsen
- Bennebroek: 1 kilometer.
- Aerdenhout: 4 kilometer.
- Heemstede: 5 kilometer.
- Haarlem: 7 kilometer.
- Zandvoort: 9 kilometer.

## Bekende Vogelenzangers
- Joost van Aken
- Olav Mol
- Niek Roozen